# Ewolucja rozbieżna
Ewolucja rozbieżna – proces ewolucji, w którym potomkowie jednego wspólnego przodka ewoluują w różnych kierunkach,  zajmując odmienne nisze ekologiczne i wytwarzając odmienne przystosowania. W procesie ewolucji rozbieżnej dochodzi do dywergencji i kształtowania się narządów homologicznych. Ewolucja rozbieżna towarzyszy często takim procesom jak radiacja adaptacyjna, czy specjacja.
Przykładem ewolucji rozbieżnej, wynikającej z radiacji jest ewolucja malgaskiej rodziny euplerydów. Ich przodek, który przybył na wyspę ok. 18-24 mln lat temu, ewoluował dostosowując się do różnych nisz ekologicznych i wykształcając różne formy konwergentne do form kontynentalnych.